# Cultuurheld
Een cultuurheld is een mythische figuur die de wereld veranderde door het doen van een voor de mensheid belangrijke ontdekking of uitvinding. Hij staat daardoor aan het begin van een beschaving. In veel culturen werd bijvoorbeeld de ontdekking van de landbouw, het vuur, de bouw van huizen of van instituties als het huwelijk toegeschreven als de persoonlijke daad van een mythische figuur.
De cultuurheld kan een mens zijn, een dier, of een mens die zich in een dier kan veranderen. Vaak zijn de verhalen over cultuurhelden etiologisch van aard. Soms is er sprake van medewerking of juist tegenwerking van goden of dieren. Zo probeerden Griekse goden Prometheus te verhinderen dat hij het vuur aan de mensheid zou schenken.

## Lijst van cultuurhelden

### Abenakimythologie
- Bedig-wajo
- Ktaden
- Glooscap

### Aboriginal-mythologie
- Bunjil
- I'wai
- Wurrunna

### Abrahamitische religies(Jodendom,Christendom,Islam)
- Noach
- Abraham
- Isaak
- Jacob
- Mozes
- David
- Mordechai
- Judas Makkabeüs
- Jesus
- Mohammed

### Ashantimythologie
- Anansi

### Azteekse mythologie
- Quetzalcoatl (Kukulkan)
- Popocatépetl (legendarische strijder)

### Keltische mythologie
- Koning Arthur
- Cú Chulainn
- Lug
- Fionn mac Cumhail (Finn McCool)

### Chinese mythologie
- Huang Di
- Yao
- Shun
- Fuxi
- Guan Yu
- Laozi
- Tamo
- Zhang Sanfeng

### Egyptische mythologie
- Osiris
- Thoth

### Etruskische mythologie
- Tarchon
- Tyrrehenus

### Finse mythologie
- Ilmarinen

### Griekse mythologie
- Cadmus
- Kekrops
- Dioscuri (Castor en Pollux)
- Herakles
- Palamedes
- Perseus
- Phoroneus
- Prometheus
- Triptolemos

### Hindoeïstische mythologie
- Rama
- Lakshman
- Krishna
- Balarama
- Hanuman
- Arjuna
- Bhima
- Yudhishtira

### Inuitmythologie
- Apanuugak

### Lakotamythologie
- Iktomi

### Maorimythologie
- Tangaroa
- Māui

### Maya mythologie
- Gukumatz
- Tweelingmythe

### Mesopotamische mythologie
- Gilgamesh
- Enkidu

### Ohlonemythologie
- Kaknu

### Navajomythologie
- Diyin dine

### Ojibwemythologie
- Nanabush

### Perzische mythologie
- Rostam
- Sohrab

### Polynesische mythologie
- Atonga

### Romeinse mythologie
- Herakles
- Janus
- Romulus/Quirinus

### Mythologie van deSalomonseilanden
- To-Kabinana

### Utemythologie
- Cin-an-ev

### Weenhayekmythologie
- Ahutsetajwaj
- Tapiatsa

### Zunimythologie
- Yanauluha